# 万岁桥 (余杭区)

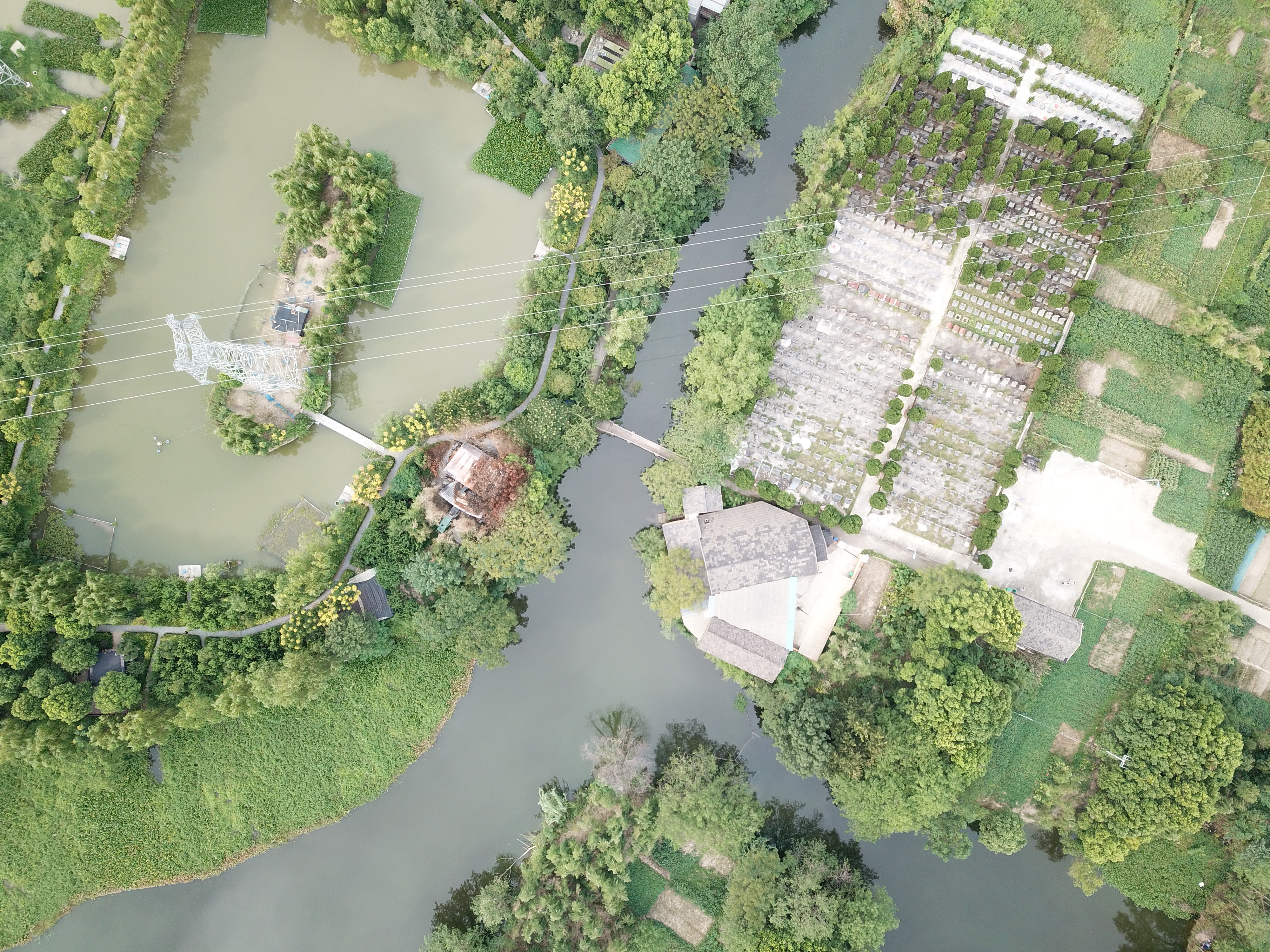
万岁桥鸟瞰

万岁桥为位于中国浙江省杭州市余杭区良渚街道大陆村薛家坝自然村西的一座三孔石梁桥，东西向跨芦树漾，建于明正德三年（1508），2015年列入杭州市市级文物保护点，桥柱存有“大明正德戊辰陈母袁氏重建”题记。